# Proshyan
Proshyan (in armeno Պռոշյան?) è un comune dell'Armenia di 5 240 abitanti (2008) della provincia di Kotayk'.